# Dwutlenek siarki
Dwutlenek siarki, ditlenek siarki, nazwa Stocka: tlenek siarki (IV), SO
2 – nieorganiczny związek chemiczny z grupy tlenków siarki, w którym siarka znajduje się na IV stopniu utlenienia. W warunkach normalnych jest to bezbarwny gaz o ostrym, gryzącym i duszącym zapachu, silnie drażniący drogi oddechowe. Jest trujący dla zwierząt i szkodliwy dla roślin. Ma własności bakteriobójcze i pleśniobójcze. Jest produktem ubocznym spalania paliw kopalnych, przez co przyczynia się do zanieczyszczenia atmosfery (smog). Jego wzrost stężenia w powietrzu wpływa na liczbę ostrych zespołów wieńcowych. Stosowany jako konserwant (E220), szczególnie powszechnie do win, także markowych. Dwutlenek siarki wykorzystuje się również do produkcji siarczynów, do bielenia (w przemyśle tekstylnym i papierniczym), dezynfekcji (znany już w starożytności) i jako czynnik chłodniczy. Jest produktem pośrednim podczas produkcji kwasu siarkowego. Rozpuszcza się m.in. w wodzie i acetonie.

## Budowa cząsteczki
W fazie gazowej cząsteczka SO
2 ma kształt litery V. Oba wiązania siarka–tlen mają długość 143 pm, a kąt między nimi wynosi 119,5°. Atom siarki ma hybrydyzację sp2 i ma jedną wolną parą elektronową. Struktury elektronowej cząsteczki SO
2 nie da się przedstawić jednym wzorem Lewisa z oktetem elektronów wokół atomu siarki i cząsteczka bywa przedstawiana za pomocą struktur rezonansowych:
Jednak długość wiązania siarka–tlen (143 pm) jest bardzo zbliżona do wiązania podwójnego (dS=O = 140 pm) i znacznie mniejsza niż wiązanie pojedyncze (dS−O = 163 pm), a kąt wiązań tlen–siarka–tlen wynosi 119°, wskazując na hybrydyzację sp2. Także z porównania długości i energii wiązań w cząsteczkach SO
2 i SO z izoelektronowymi O
3 i O
2 można wnioskować, że rząd wiązania siarka–tlen w SO
2 wynosi co najmniej 2:
| Wiązanie siarka–tlen | O 2 | O 3   | SO  | SO 2  |
| -------------------- | --- | ----- | --- | ----- |
| Długość [pm]         | 121 | 128   | 148 | 143   |
| Energia [kJ/mol]     | 490 | 297   | 524 | 548   |
| Kąt wiązania         | –   | 116,8 | –   | 119,5 |
| Stabilność           | +   | –     | –   | +     |
| Rząd wiązania        | 2   | 1,5   | ?   | ≥ 2   |

Zgodnie z tymi informacjami budowę cząsteczki można zobrazować wzorem:
W celu wyjaśnienia takiej struktury cząsteczki przywołuje się czasem udział pustego orbitalu 3d, co jednak jest zbędne i nie znalazło potwierdzenia w modelach teoretycznych. Wiązania siarka–tlen w SO
2 o rzędzie co najmniej 2 tłumaczy natomiast wkład wiązania kowalencyjnego rzędu ok. 1,5 wzmocnionego przez wiązanie jonowe rzędu ok. 1, spowodowanego różnicą elektroujemności atomów S i O. Ponieważ w cząsteczce ozonu brak jest takich oddziaływań jonowych, ma ona odmienną geometrię, pomimo izoelektronowej struktury.

## Charakterystyka chemiczna
Przemysłowo otrzymywany jest przez spalanie siarki:
S + O
2 → SO
2
lub siarkowodoru:
2H
2S + 3O
2 → 2SO
2 + 2H
2O
lub podczas prażenia rud siarczkowych w obecności powietrza, np.:
4FeS
2 + 11O
2 → 2Fe
2O
3 + 8SO
2
W obecności katalizatora (np. V2O5) powstały dwutlenek utlenia się do trójtlenku siarki:
2SO
2 + O
2 → 2SO
3
(podobna reakcja zachodzi także w atmosferze z udziałem promieniowania UV lub ozonu)
Dwutlenek siarki dobrze rozpuszcza się w wodzie, dając słaby kwas siarkawy:
SO
2 + H
2O ⇄ H
2SO
3